# هیولین
هیولین (به کره‌ای: 효린) (زاده ۱۱ ژانویه ۱۹۹۱) خواننده و ترانه‌سرا اهل کره جنوبی است، او عضو سابق گروه پاپ کره‌ای "سیستار" بوده و درحال حاضر به صورت انفرادی درحال فعالیت است.

## فیلم‌شناسی
| سال  | عنوان        | نقش  | شبکه   |
| ---- | ------------ | ---- | ------ |
| ۲۰۱۲ | رویای بلند ۲ | نانا | کی‌بی‌اس |